# Wilhelm Gustloff (1937)
Wilhelm Gustloff var ett tyskt passagerarfartyg, byggt av Blohm & Voss, sjösatt den 5 maj 1937, förlist efter torpedering den 30 januari 1945 i södra Östersjön.

## Bakgrund
Fartyget, som tillhörde fritidsorganisationen Kraft durch Freude, fick sitt namn efter den mördade nazistiska politikern Wilhelm Gustloff. Skeppet var byggt för en besättning av 417 personer och 1463 passagerare.
Jungfrufärden inleddes den 23 mars 1938. Fartyget var avsett för kryssningar och genomförde bland annat flera turer runt Italiens kust och till Norge. Wilhelm Gustloff användes även i propagandasyfte för en resa till London i samband med omröstningen om det redan genomförda Anschluss, som förläggning för den tyska gymnastiktruppen vid Lingiaden i Stockholm den 20 juli 1939, samt vid hemtransporten av Kondorlegionen efter det spanska inbördeskriget.
I samband med krigsutbrottet togs fartyget i bruk som lasarettsfartyg. Vid anfallet mot Norge på våren 1940 användes det för att transportera sårade soldater. Från november 1940 fungerade det som kasernfartyg för 2. Unterseeboot-Lehrdivision i Gdynia.
Den 21 januari 1945 beordrade amiral Dönitz att Operation Hannibal skulle inledas, vilket innebar att alla sårade soldater och civila flyktingar skulle evakueras från Ostpreussen. Sammanlagt lyckades man också evakuera 2,5 miljon människor. Även Wilhelm Gustloff skulle delta i denna operation och den 30 januari 1945 avseglade fartyget från Gdynia överlastat med civila flyktingar, mestadels kvinnor och barn, men också av sårade soldater och sjömän. Vid tillfället rådde iskallt oväder med storm och temperaturen var -18 grader C.

## Sänkningen
Strax efter nio på kvällen den 30 januari 1945 torpederades fartyget vid Stolpmündebankarna i södra Östersjön av sovjetiska ubåten S 13 inärheten av Leba. Fartyget hade samma dag avseglat i en eskorterad konvoj bestående av två torpedbåtar och det mindre fartyget Hestia. Konvojen splittrades dock på grund av svår sjögång och nedisning och en av torpedbåtarna måste återvända mot hamn. Wilhelm Gustloff gick med släckta lanternor när ett radiomeddelande om möte med några tyska minsvepare som gick på kontrakurs i samma farled mottogs. Fartygschefen beslutade att man för en kort stund skulle tända navigationsljusen för att underlätta mötet med minsveparna, något som dock skulle komma att visa sig vara ödesdigert.
Den sovjetiska ubåtschefen Aleksandr Marinesko trodde att fartyget var det tyska passagerarfartyget Cap Arcona och gav order om torpedattack. Man avlossade fyra torpeder varav tre träffade målet. Den första torpeden träffade manskapsmässen och dödade därmed nästan samtliga av de som hade till uppgift att hantera fartygets räddningsutrustning. Läget förvärrades av att nödanropet utgick på fel radiokanal, samt att tillskyndande fartyg inte kunde förtöja långsides med haveristen för att överföra skeppsbrutna, eftersom de människor som låg i vattnet då skulle ha blivit ihjälklämda. Över tusen personer räddades men det fanns inte kapacitet att rädda alla som var ombord. Fartyget lade sig på sidan och efter bara 45 minuter hade fartyget kantrat helt och sjunkit.
Ubåtschefen Marinesko fick efter kriget Röda Fanans order för sina insatser. Postumt utnämndes han till Sovjetunionens hjälte 1990. Enligt sovjetisk syn var fartyget ett legalt krigsmål, eftersom det fanns flera hundra soldater bland passagerarna.
Vraket av Wilhelm Gustloff vilar på 47 meters djup i Östersjön. Det är belagt med dykförbud. 

## Omkomna

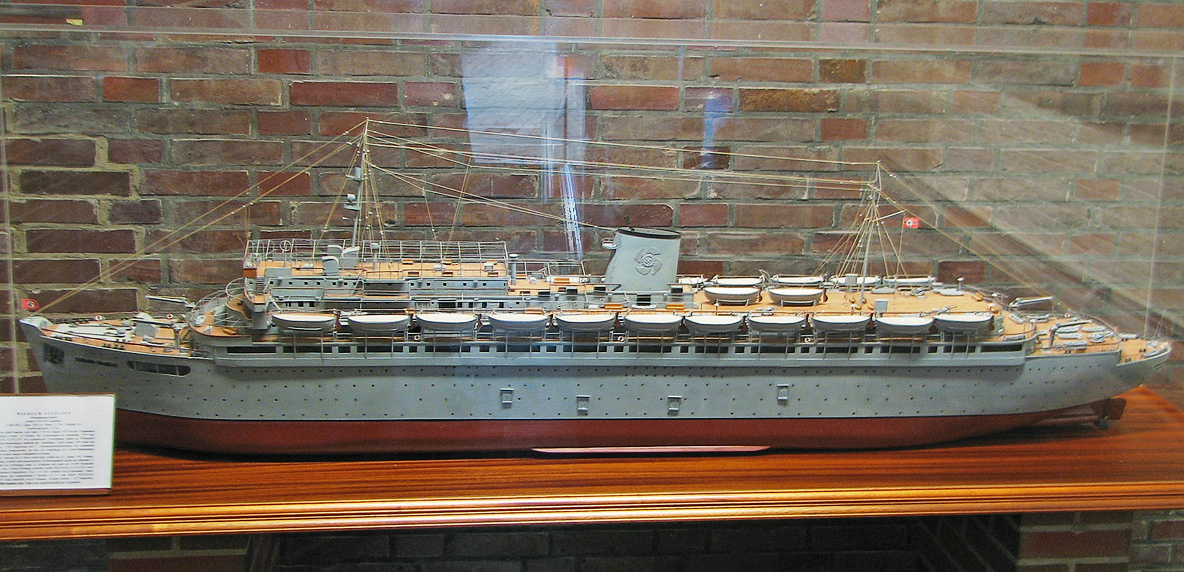
Modell av Wilhelm Gustloff.

Att så många passagerare var ombord, flerdubbelt antal tillåtna, berodde på krigssituationen, där sovjetiska trupper var mycket nära och hemska historier om sovjetiska truppers framfart fanns i omlopp. Därför tog man med så många flyende civila man kunde få ombord. Eftersom fartyget var byggt som kryssningsfartyg fanns många allmänna utrymmen där folk kunde få plats.
Enligt inskeppningsofficeren som hade ansvar för att registrera alla som hade gått ombord på Wilhelm Gustloff hade fartyget vid sin undergång en besättning på 173 personer, dessutom fanns 918 officerare, underofficerare och sjömän från 2. ubåtsskoledivisionen, 373 marinlottor, 162 svårt sårade soldater och 4424 civila flyktingar, eller totalt 6050 personer ombord. Forskningen har dock kunnat visa, att det fanns ytterligare 4532 civila flyktingar och 173 militärt tjänstepliktiga ungdomar ombord, vilket betyder att det totalt fanns 10582 människor ombord. Enligt Encyklopedia Britannica omkom ca 9000 människor i katastrofen. 1230 människor räddades av närliggande fartyg som anlände till platsen, medan 9352 människor omkom. Nationalencyklopedin är dock försiktigare och skriver att man beräknar att minst 5384 människor omkom. Det tyska uppslagsverket Brockhaus uppger siffran 5348. Katastrofen anses vara den fartygskatastrof som haft flest omkomna genom historien.

## Litterär behandling

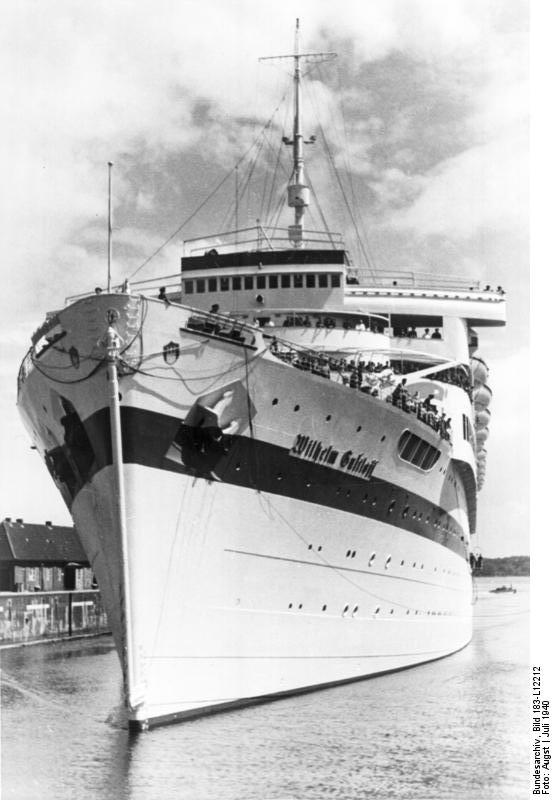
Wilhelm Gustloff 1940.

Den mest kända litterära skildringen av fartygets undergång finns i Günter Grass Im Krebsgang (2002, sv. Krabbans gång 2003). Walter Kempowskis Das Echolot. Ein kollektives Tagebuch (Ekolodet. En kollektiv dagbok”) skildrade dock händelsen under 1990-talet. Undergången skildras även i den historiska romanen "Salt to the sea" eller på svenska "Tårar i havet" av Ruta Sepetys (2016). 

### Skönlitteratur
- Günter Grass: Im Krebsgang. Steidl Gerhard Verlag, 2002, ISBN 3-88243-800-2. På svenska Krabbans gång, översättning av Lars W. Freij, Bonnier 2003. ISBN 91-0-058076-7. Novellen berättar historien om Wilhelm Gustloff i en blandning av fakta och fiktion; beskrivningen av förlisningen är mycket exakt och detaljerad.
- Tanja Dückers: Himmelskörper, Aufbau Verlag, 2003, ISBN 3-351-02963-2
- Sepetys, Ruta (2016) (på engelska). Salt to the Sea. New York: Penguin. Libris 20811320. ISBN 978-0-14-242362-2
  - Sepetys, Ruta (2016). Tårar i havet. Översättning: Erkelius Lina. Stockholm: B. Wahlström. Libris 19413660. ISBN 9789132169731

### Filmer
- Schiff ohne Klassen - Die Wilhelm Gustloff (1938)
- Nacht fiel über Gotenhafen (1959)
- Triumph und Tragödie der Wilhelm Gustloff, dokumentärfilm av Karl Höffkes och Heinz Schön (2000)
- Die Gustloff (2008)